# 정윤심
정윤심(鄭允心, 1963년 ~ )는 대한민국의 KBS목포방송국의 아나운서이다.

## 경력
- 1993년 ~ : KBS목포방송국 12기 아나운서

## 방송진행

### TV
- KBS 뉴스 9 목포
- KBS 뉴스광장 로컬뉴스
- 6시 내고향 목포 연결 리포터 참여
- 전국은 지금 리포터 참여

### 라디오
- KBS 목포 제1라디오 출발 서해안시대
- KBS 목포 제1라디오 유달패트롤
- KBS 목포 제1라디오 안녕하십니까 좋은아침입니다
- KBS 목포 제1라디오 스튜디오 1467
- KBS 목포FM 음악산책 DJ